# 島津玲奈
島津 玲奈（しまづ れな、1991年（平成3年）5月28日 - ）は、日本の女子近代五種競技の元選手である。熊本県合志市出身。ルーテル学院高等学校卒業。自衛隊体育学校所属の自衛官（2021年8月現在の階級は3等陸曹）。2020年東京オリンピック（2021年開催）に出場。

## 経歴
幼少時代に水泳を始め、中学・高校時代も水泳に打ち込んだ。自衛隊で射撃やフェンシングの実力を伸ばし、2016年・2018年・2020年に近代五種全日本選手権大会を制覇して日本の第一人者に成長した。
2016年リオデジャネイロオリンピックの予選に臨んだが僅差で出場を逃した。2017年、カイロ世界選手権女子リレーで山中詩乃と組んで銅メダルを獲得した。同年のアジア・オセアニア選手権では女子個人で1316点を出して優勝し、女子団体では銀メダルを獲得した。
2021年、国際大会の成績による国際連合のランキングで東京オリンピックの出場権を獲得し、日本代表入りを決めた。同大会の近代五種日本代表選手の中では最後に代表に決まった。大会前に母校のルーテル学院中学校・高等学校から千羽鶴が送られ、地元では住民有志が横断幕を作って交差点などに掲げた。同年8月6日に実施された東京オリンピック近代五種競技では水泳で9位に入るなど健闘し、1271点で日本勢最上位の23位に入った。
東京オリンピックを最後に現役を引退し、取材に対して「やれることは全てやった。心残りはなく、すっきりした気持ち」と述べた。